# Alena Šrámková

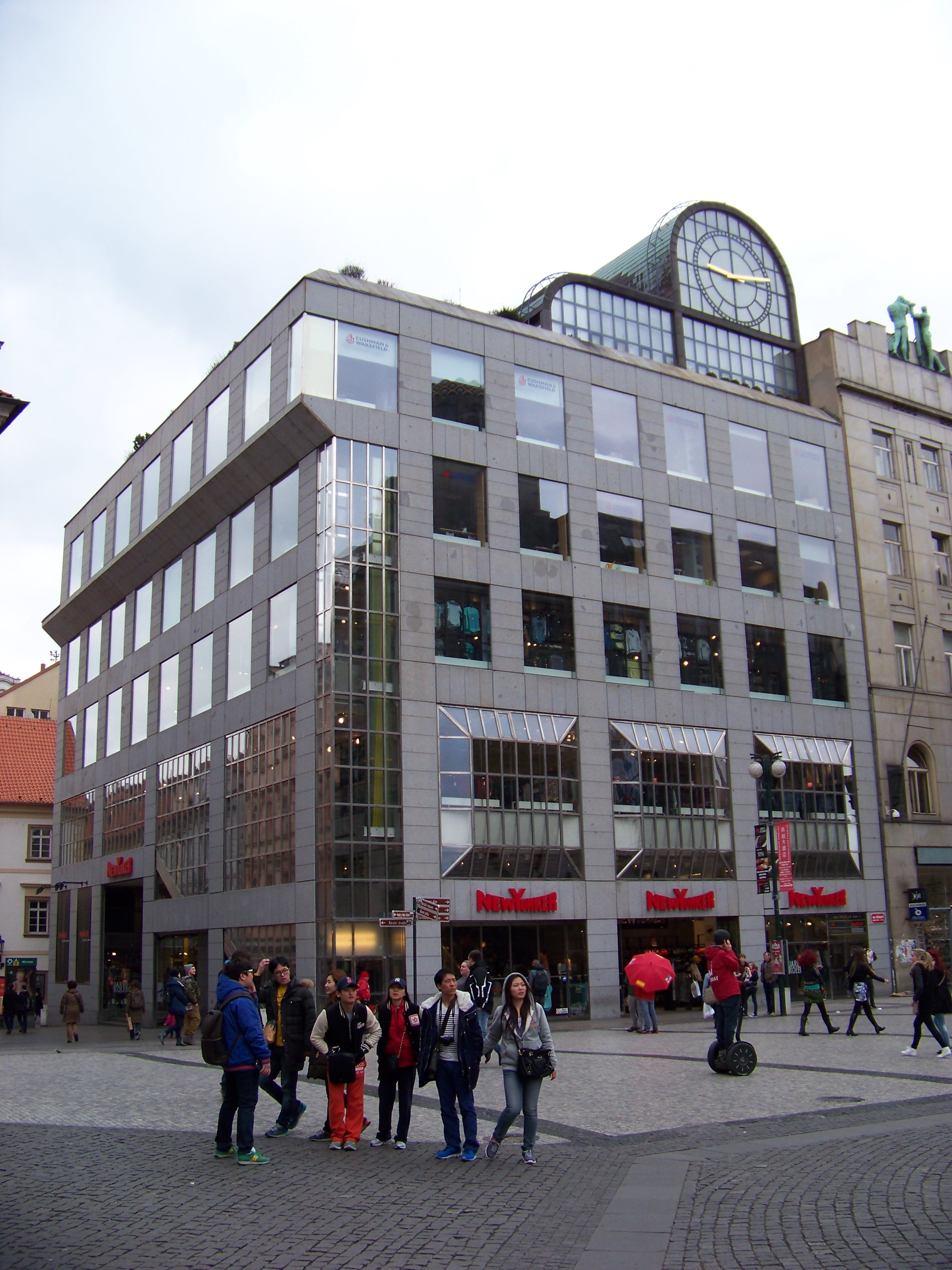
Budova ČKD na Můstku v dolní části Václavského náměstí

Alena Šrámková (20. června 1929 Praha – 10. března 2022) byla česká architektka (označovaná za první dámu české architektury), autorka a spoluautorka řady výrazných staveb, např. ve stylu postmoderny – administrativní budovy ČKD na Václavském náměstí. K jejím významným realizacím po roce 1989 mimo jiné patří věž pro vědeckého pracovníka v Košíku, Nová budova ČVUT v Praze či Tyršův most v Přerově.

## Život
Mládí strávila na Slovensku. Vystudovala Slovenskou vysokou školu technickou v Bratislavě (obor architektura a pozemní stavitelství, 1947–1952) a AVU v Praze (ateliér Jaroslava Fragnera, 1955–1958).
Profesní dráhu započala v Bratislavě, kde v letech 1952–1954 pracovala v Chemoprojektu. Následující rok 1955 prožila v Ústí nad Labem ve Stavoprojektu. Během studií v letech 1955–1957 byla zaměstnána v projekčním oddělení pražského Potravinoprojektu. Poté se na dlouho (1958–1975) stala zaměstnankyní Státní projektového ústavu obchodního, následně nastoupila do Projektového ústavu výstavby hl. města Prahy, ve kterém setrvala do roku 1987. V následujících dvou letech se stala členkou progresivního ateliéru SIAL, ve kterém se podílela na rekonstrukci Veletržního paláce. V roce 1992 si založila samostatný ateliér Šrámková architekti, s. r. o.
V počátcích tvůrčí činnosti se účastnila architektonických soutěží se svým manželem Janem Šrámkem, se kterým později navrhla ikonickou administrativní budovu ČKD ve spodní části Václavského náměstí. Spolupráce s výraznými osobnostmi byla Šrámkové blízká po celou profesní dráhu, například s architekty Ladislavem Lábusem, Michalem Sborwitzem nebo Janem Hájkem. Od 90. let 20. století byli jejími nejbližšími spolupracovníky Tomáš Koumar a Lukáš Ehl, kteří s ní pracovali v jejím ateliéru. 
Pro Šrámkovou byla důležitá i pedagogická činnost. V roce 1991 se habilitovala na Fakultě architektury ČVUT, kde vedla v letech 1991–1996 ateliér. V roce 2000 byla jmenována profesorkou v oboru architektura na AVU v Praze, kde působila i jako členka umělecké rady.
Prožila i krátkou politickou kariéru. Po volbách roku 1990 zasedla do Sněmovny lidu Federálního shromáždění (volební obvod Praha) za Občanské fórum. Slib složila v červnu 1990, ale již v červenci 1990 na mandát poslankyně rezignovala.

## Tvorba

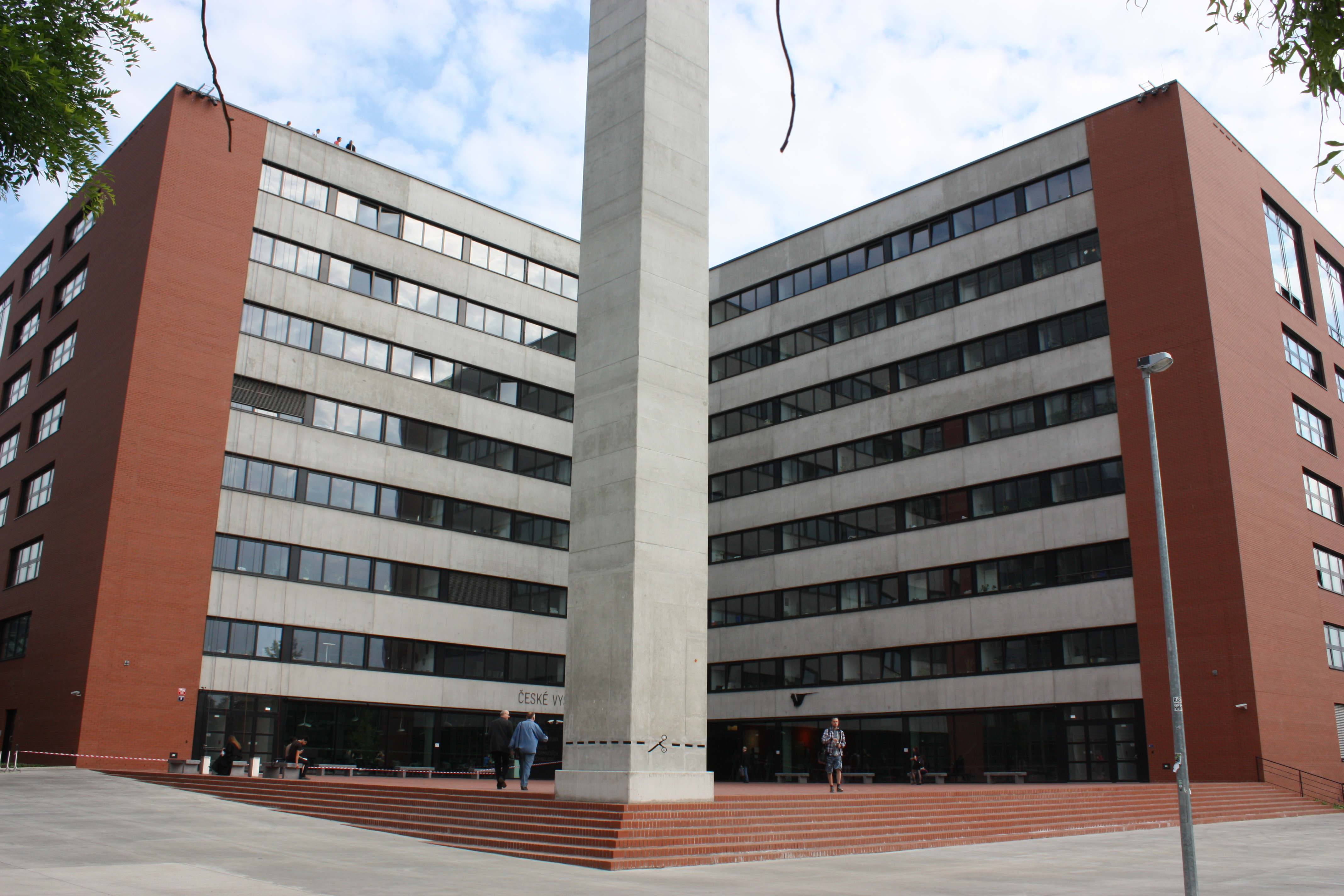
Budova Fakulty architektury ČVUT v pražských Dejvicích

Historikem architektury Rostislavem Šváchou byla Šrámková zařazena mezi představitele „české přísnosti". Švácha tak charakterizoval skupinu tvůrců, kteří se vyznačují mimo jiné sklonem k minimalistickým tendencím.
O domech se vyjadřovala jako o "barácích". Její tvorbu provázelo hledání nejzákladnějších, archetypálních architektonických forem. Toužila stavět obyčejné domy s obyčejnými okny a obyčejnou střechou. Velmi si vážila tvorby Louise Kahna.

### Realizace (výběr)
- 1953 – závod Kapron, Humenné, Slovensko
- 1955 – bytový dům v Moskevské ulici, Ústí nad Labem[12]
- 1957 – interiér snackbaru hotel Alcron, Praha
- 1959 – restaurace na Strahově, Praha
- 1959 – restaurace v Manéži, Moskva, Rusko
- 1960 – restaurace v Sokolnikách, Moskva
- 1962 – snack-bar hotelu Alcron, Praha (spolu s Jindřichem Půlkrábkem)
- 1964 – Motel Stop, Praha (spolu s Jindřichem Půlkrábkem)
- 1965 – interiér Parkhotelu Praha, Praha
- 1966 – interiér cestovní kanceláře Pragotur, Praha
- 1972–1977 – odbavovací hala hlavního nádraží Praha (spolu s Janem Šrámkem, Janem Bočanem, Josefem Dandou a Zdeňkem Rothbauerem)
- 1977–1990 – centrum Sídliště Lužiny, Praha (spolu s Ladislavem Lábusem)
- 1982–1990 – Dům služeb, Poděbrady
- 1983 – administrativní budova Na Můstku, Praha
- 1985 – obřadní síň, Kamenický Šenov
- 1993–1994 – věž pro vědeckého pracovníka, Košík[13]
- 2000 – dům s pečovatelskou službou, Horažďovice
- 2000–2001 – meteorologická stanice, Cheb (spolu s Janem Hájkem)
- 2001–2002 – rodinný dům, Jirčany[14]
- 2009 – vlastní vila, Jenštejn
- 2010–2011 – Nová budova ČVUT, Praha[15]
- 2011 – Sloup – obelisk před budovou Fakulty architektury ČVUT, Praha
- 2012 – Tyršův most, Přerov (výtvarné řešení Ivana Šrámková)
- 2014 – přestavba Obchodního centra Lužiny (spolu s Ladislavem Lábusem)[16][17]
- 2019 – Corso Pod Lipami, Řevnice
- 2019 – vila, Černošice[18]
- 2019 – zvonička na Betlémském náměstí, Praha (dočasná instalace)[19]

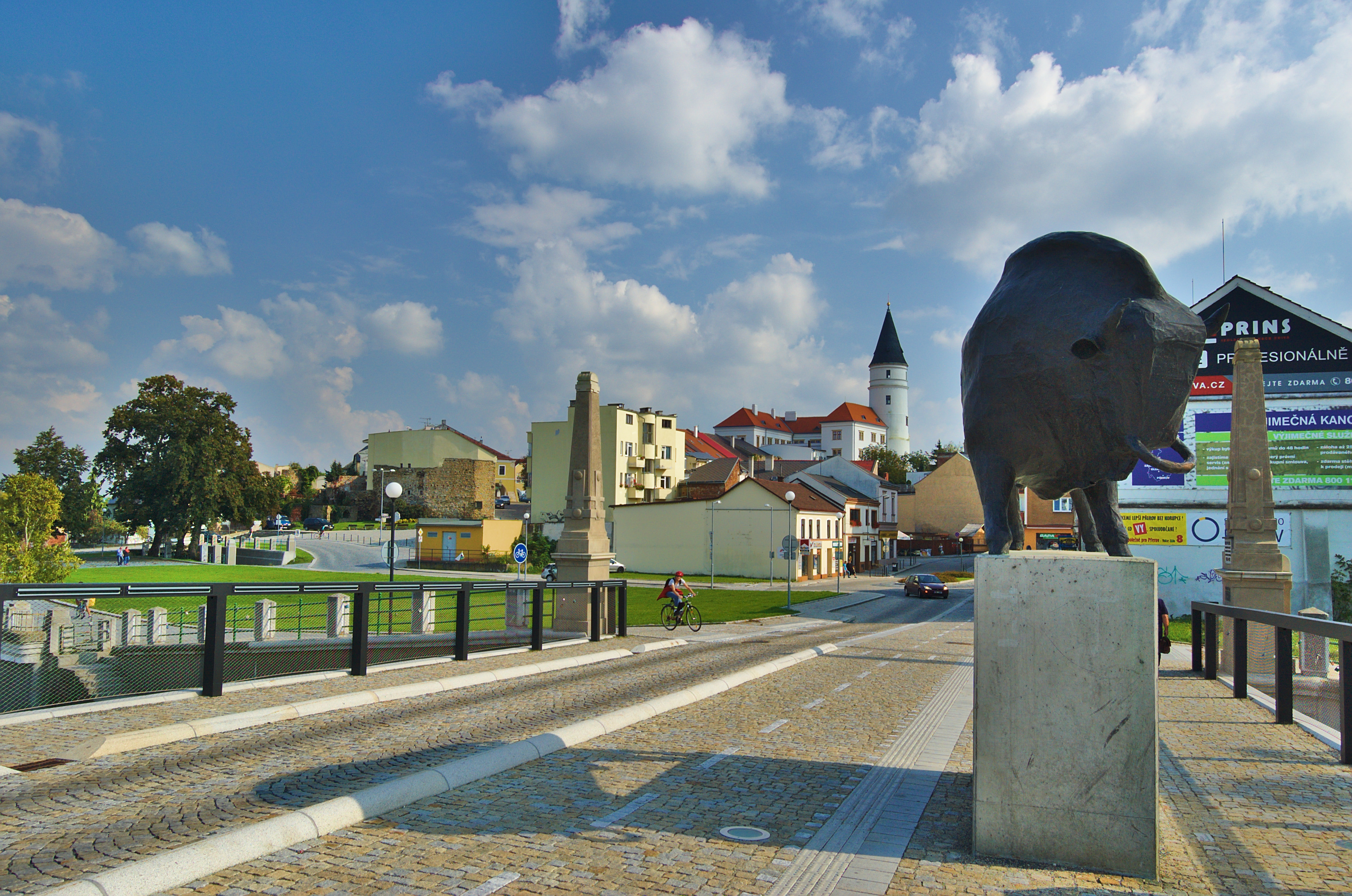
Tyršův most v Přerově

### Nerealizované projekty a soutěžní návrhy (výběr)
- 1955 – budova Stavoprojektu (spolu s Janem Šrámkem)[11]
- 1957 – divadlo v Piešťanech, Slovensko (spolu s Janem Šrámkem)
- 1969–1970 – obchodní dům na Tylově náměstí (spolu s Michalem Sborwitzem a Andělou Drašarovou)[20]
- 1971–1972 – dostavba městského centra, Perugia, Itálie (spolu s Michalem Sborwitzem ad.)
- 1974 – hotelový dům pro Ministerstvo telekomunikací a spojů, Olšanská ul., Praha
- 1981 – rekonstrukce budovy SIA, Dvořákovo nábřeží, Praha (spolu s Ladislavem Lábusem)
- 1984–1986 – hotel Sigma, Praha (spolu s Ladislavem Lábusem)[21]

- 1988 – obchodní dům Tuzex, Karlovo náměstí, Praha (spolu s Tomášem Novotným)[22]
- 1993 – administrativní budova Myslbek, Praha
- 1994 – Nová radnice, Ostrava-Poruba
- 1995 – rezidence českého velvyslance, Budapešť
- 1995 – budova pro HYPOBANK CZ, nám. Republiky, Praha
- 1996 – rekonstrukce Thurn-Taxisova paláce, Praha
- 1996 – meteorologická stanice na Šeráku, Jeseníky (spolu s Janem Hájkem)
- 1997 – Skandinávské centrum, Karlovo náměstí, Praha
- 1997 – dostavba radnice, České Budějovice
- 1998 – dostavba Divadla Járy Cimrmana, Praha
- 2000 – lávka pro pěší Holešovice – Karlín, Praha
- 2001 – bytová zástavba mezi ulicemi Spálená a Charvátova, Praha
- 2007 – bytový komplex Nová sladovna, Olomouc
- 2009 – návrh Fakulty humanitních studií Univerzity Karlovy, Praha

## Ocenění díla
Zvítězila v řadě architektonických soutěží. V roce 1994 obdržela cenu Osobnost české architektury, v roce 2007 Poctu České komory architektů, v roce 2008 Medaili Za zásluhy III stupeň. V roce 2010 obdržela cenu Ministerstva kultury za přínos v oblasti architektury. Budova Dům Na Můstku je kulturní památkou České republiky.